# 니나 호스
니나 호스(Nina Hoss, 1975년 7월 7일 ~ )는 독일의 배우이다. 영화 《옐라》를 통해서 베를린 영화제 은곰상 여자연기자상, 독일 영화상 여우주연상을 수상했다.

## 출연 작품
- 볼프스부르크 (2003)
- 옐라 (2007)
- 열망 (2008)
- 베를린의 여인 (2008)
- 위 아 더 나이트 (2010)
- 바바라 (2012)
- 모스트 원티드 맨 (2014)
- 피닉스 (2014)
- 리턴 투 몬탁 (2017)
- 타르 (2022)